# Vincent Zhou
Pour les articles homonymes, voir Zhou.
Vincent Zhou, né le 25 octobre 2000 à San José (Californie), est un patineur artistique américain.

## Biographie

### Carrière sportive
Il est sacré champion du monde junior de patinage artistique en 2017 à Taipei. En 2019, il est médaillé de bronze des Championnats des quatre continents à Anaheim et des Championnats du monde à Saitama.
Aux Jeux olympiques d'hiver de 2022 à Pékin, il est membre de l'équipe mixte américaine médaillée d'argent. Cependant, deux ans plus tard, le Tribunal Arbitral du Sport (TAS) prononce une suspension de quatre ans à l'encontre de Kamila Valieva, membre de l'équipe russe qui a remporté l'or. La décision du Tribunal arbitral du sport signifie que la Russie perd le titre dans l'épreuve par équipe et que les États-Unis récupèrent la médaille d'or devant le Japon.

## Palmarès
| Compétition                                                                           | 2016    | 2017    | 2018    | 2019    | 2020    | 2021    | 2022    |  |  |  |  |  |  |  |
| Jeux olympiques d'hiver                                                               |         |         | 6e      |         |         |         | F       |  |  |  |  |  |  |  |
| Championnats du monde                                                                 |         |         | 14e     | 3e      | CA      | 25e     | 3e      |  |  |  |  |  |  |  |
| Quatre continents                                                                     |         |         |         | 3e      |         | CA      |         |  |  |  |  |  |  |  |
| Championnats des États-Unis                                                           | 8e      | 2e      | 3e      | 2e      | 4e      | 2e      | 3e      |  |  |  |  |  |  |  |
| Championnats du monde juniors                                                         | 5e      | 1er     |         |         |         | CA      |         |  |  |  |  |  |  |  |
|                                                                                       |         |         |         |         |         |         |         |  |  |  |  |  |  |  |
| Grand Prix ISU                                                                        | 2015/16 | 2016/17 | 2017/18 | 2018/19 | 2019/20 | 2020/21 | 2021/22 |  |  |  |  |  |  |  |
| Finale du Grand Prix                                                                  |         |         |         |         |         | CA      | CA      |  |  |  |  |  |  |  |
| Skate America                                                                         |         |         |         | 5e      |         | 2e      | 1er     |  |  |  |  |  |  |  |
| Coupe de Chine                                                                        |         |         | 4e      |         | F       |         |         |  |  |  |  |  |  |  |
| Trophée de France                                                                     |         |         | 9e      |         |         | CA      |         |  |  |  |  |  |  |  |
| Coupe de Russie                                                                       |         |         |         |         | F       |         |         |  |  |  |  |  |  |  |
| Trophée NHK                                                                           |         |         |         | 4e      |         |         | 2e      |  |  |  |  |  |  |  |
| Légende : F = Forfait ; CA = Compétitions annulées à cause de la pandémie de Covid-19 |         |         |         |         |         |         |         |  |  |  |  |  |  |  |